# 바누 힐랄
바누 힐랄(아랍어: بنو هلال 또는 الهلاليين)은 11세기에 북아프리카로 이주한 아라비아반도 헤자즈와 네지드 지역 출신의 아랍 민족 집단이다. 광대한 네지드 지역의 주인들로, 그들은 다소 악명 높은 평판을 즐겼는데, 아마도 그들의 비교적 늦은 이슬람교로의 개종(아랍인 기준)과 이라크와 시리아 국경 지대에서의 군사활동에 대한 소문 때문인 것으로 추정된다. 바레인과 오만 지역에서의 까라미타파의 혁명 활동과 함께, 바누 힐랄은 930년 파티마 왕조에 대항한 메카 전투에 참여하였다. 이후 969년 이집트의 주인이자 카이로의 집권 세력이 되자, 그들은 다루기 힘든 남쪽의 베두인들을 마그레브에 보내기 전에 한 지역에 국한시켰다.